# Francis Yaiche
Pour les articles homonymes, voir Yaïche.
Francis Yaiche, né le 9 mars 1950, était professeur des Universités au Celsa Sorbonne, où il enseignait les sciences de l’information et de la communication, la sémiotique des discours publicitaires et politiques et la créativité. 

## Biographie
Directeur de recherches à l’École doctorale 433 « Concepts et langages (EDV), membre du Groupe de Recherches Interdisciplinaires sur les Processus d’Information et de Communication, GRIPIC, EA 1498), docteur en Sciences du langage et en Sciences de l’Information et de la Communication, membre du CSL de Descartes et du Conseil scientifique du Celsa, il a été responsable du « Magistère de Communication » et du Master 2 « Marketing et Stratégies de Marques » du Celsa, il a formé des publicitaires à la conception-rédaction et au planning-stratégique, a été Doyen de la Catho de Paris, Directeur-adjoint du Bureau d'Etudes pour les Langues et les Cultures, a enseigné à l’ENA et dans de nombreuses universités étrangères, entre autres dans les domaines des jeux de simulations et sur l’axe de l’identité et de l’évolution de la définition de la relation. Il a effectué plus de cinq cents missions dans le monde (dont le Brésil, en Russie, aux USA, en Tunisie, en Suisse, en Algérie, en Estonie, etc.). 
Il est l’auteur d’une cinquantaine d’articles et d’une quinzaine d’ouvrages, dont “Simulations globales, mode d’emploi, Hachette 1996”, “Photos-Expressions, Hachette 2005”, “L’Argot, le corps, le sexe, le pouvoir, la politique et les « relations » franco-roumaines”. pp 9 à 22 in Argotica : publication en français, anglais et roumain : Tome 1 2012 L’argot du corps Argumentum ; “La Langue verte de Barbe-Bleue ou le dit « pas poli » du monde interdit”. pp 94 à 107 publication en français, anglais et roumain : Tome 1 2012 in L’argot du corps Argumentum 2012 Argotica ; « Si on avait inventé le livre de poche après l'ordinateur », in G. Komur-Thilloy & A. Réach-Ngô (dir.), L'Écrit à l'épreuve des médias, du Moyen-Age à l’ère électronique » Garnier Classiques, 2012, p. 39-61 ; “Entretien avec Frédéric Beigbeder, in Littérature et publicité, de Balzac à Beigbeder” (Gaussen 2012), “Aspects linguistiques de la “petite annonce” de rencontre amoureuse” (L’Harmattan 2015), “La quantification dans le texte de spécialité” (L’Harmattan 2015), “La guerre des mots a bien eu lieu dans l’élection présidentielle française de 2012” in Les mots en guerre, les discours polémiques : aspects sémantiques, stylistiques, énonciatifs et argumentatifs” Presses Universitaires de Rennes, 2016.« Internet et les métaphores : et après ? » pp 249 à 253 in Actes du 27èmeSéminaire national éducatif et méthodologique, Centre d’Etudes « Dobroé » Moscou Naouka 2018 ; « L’identité à l’épreuve de l’identité nationale ? » pp 254 à 277 in Actes du 27ème Séminaire national éducatif et méthodologique, Centre d’Etudes « Dobroé » Moscou Naouka 2018 ; « Langage et communication : le « système Belc » ou comment traverser les frontières pour entrer dans l’ère de la complexité. » in « La créativité au cœur de la formation » pp 67 à 80. CIEP – 2018 ; 2016: « La métaphore ou comment entrer simplement dans la complexité. Commentaire ou comment-faire-taire ? Un exemple : Les réseaux sociaux ou la tentation du donut. Être ou ne pas être sur les réseaux sociaux, telle est la question” in Colloque Structuration, langue, discours et au-delà : Zagreb Croatie 8-10 avril 2016 ; « La valeur du désaccord » in Smalltalks - Ipsos 10 mai 2016."
Il est régulièrement invité à des colloques, congrès, tables rondes en France et à l’étranger : pour exemple en 2020 à Ekaterinbourg (Sémiotique des signatures) , à Kazan-Colloque de Psychologie (L’attention), à Buenos Aires (Analyse des crises françaises) ; en 2017 au Sénat-CIEP : Conférence et table ronde le 6 oct 2017 sur 50 ans d’innovations pédagogiques : hommage aux recherches du BELC ; parl’Ambassade de France à Washington en avril 2017 pour un Webinaire sur la créativité à destination de l’Amérique du Nord ; à l’Université d’Orekhovo-Souevo en Russie. Analyse sémio-communicationnelle de l’élection présidentielle française de 2017 ; Medio et media : analyse médiologique de la nouvelle donne médiatique à l’heure des réseaux sociaux ; par l’International Coaching Federation Conférence débat sur : L’avenir du travail à l’horizon 2030 : Bercy 13 mai 2017 ; par l’Université d’Angers en avril 2015 « Le désaccord comme dé-libération ».
Il est membre fondateur de la Revue Argotica consacrée aux argots, membre du Comité Scientifique, publication en français, anglais et roumain. Il a été Vice-Président fondateur du Gerflint, rédacteur en chef de la revue Synergies France, membre du blog journalistique La Ruche Media où il publie des articles et des tribunes (“De la violence : impensé et irresponsabilité des media et des politiques” ; “Le Grand Débat ou la confiance mise à l’épreuve de Tocqueville”). Il a dirigé de nombreuses recherches, a participé à de nombreux jurys de thèses et d’HDR, de comité de suivi de doctorants.